# Amos Tutuola
Amos Tutuola (Abeocutá, 20 de junho de 1920 – Ibadã, 8 de junho de 1997) foi um escritor nigeriano que publicou livros baseados parcialmente em contos populares iorubás.

## Biografia
Amos Tutuola nasceu Olatubosun Odebami em Uasinmi, uma aldeia perto de Abeocutá, em 1920, onde seus pais Charles Tutuola Odebami e Esther Aina Odebami - que eram iorubás cristãos e agricultores de cacau - viviam. Ele era o filho mais novo de seu pai, e sua mãe era a terceira esposa de seu pai. Seu avô, Odafim da Ebalândia, chefe Odebami (1842-1936), patriarca do clã Odebami, era um chefe dos ebás e um seguidor da religião iorubá.
Seu título "Odafin" significava que tinha uma posição administrativa no governo tradicional da Ebalândia e era um dos Iuarefa dos Oboni. Quando tinha sete anos, em 1927, Amos tornou-se servo de F. O. Monu, um homem ibo, que o enviou à escola primária do Exército da Salvação como forma de pagamento por seu serviço. Aos 12 anos, ele frequentou a Escola Central Anglicana em Abeocutá. Sua breve educação limitou-se a seis anos (de 1934 a 1939).
Após a morte de seu avô, em 1936, a maioria dos membros da família decidiu adotar o estilo europeu de nomeação e tomar seu nome, Odebami, como sobrenome. No entanto, muitos membros da família, como Amos, decidiram usar o nome de seu pai, Tutuola. Foi assim que seu sobrenome se tornou Tutuola. Quando seu pai morreu em 1939, Tutuola deixou a escola para treinar como ferreiro, atividade que praticou de 1942 a 1945 para a Royal Air Force (Força Aérea Real) na Nigéria durante a Segunda Guerra Mundial.
Posteriormente, ele tentou várias outras vocações, incluindo vender pão e atuar como mensageiro do Departamento de Trabalho da Nigéria. Em 1946, Tutuola completou seu primeiro livro completo, The Palm-Wine Drinkard, dentro de alguns dias. Em 1947, casou-se com Victoria Alake, com quem teve quatro filhos e quatro filhas. No entanto, ele também se casou com outras 3 esposas. Amos Tutuola é o tio dos jogadores nigerianos Segun Odebami e Wole Odebami.

## Morte
Tutuola morreu aos 76 anos em 8 de junho de 1997 por complicações devido à hipertensão e diabetes.

## Obra
Apesar de sua pouca educação formal, Tutuola escreveu seus romances em inglês. Em 1956, depois de escrever seus três primeiros livros e tornar-se famoso internacionalmente, ingressou na Nigerian Broadcasting Corporation em Ibadã, oeste da Nigéria, como lojista. Tutuola também se tornou um dos fundadores do Mbari Club, uma organização de escritores e editores. Em 1979, recebeu uma bolsa de pesquisa visitante na Universidade de Ifé (atual Universidade Obafemi Awolowo) em Ilê-Ifé, Nigéria, e em 1983 foi associado do Programa Internacional de Redação da Universidade de Iowa. Na aposentadoria, ele dividiu seu tempo entre as residências em Ibadã e Ago-Odo.
Muitos de seus artigos, cartas e manuscritos holográficos foram reunidos no Centro de Pesquisa em Humanidades Harry Ransom da Universidade do Texas, Austin.
Os trabalhos de Tutuola foram traduzidos para 11 idiomas, incluindo francês, alemão, russo e polonês. Alguns tradutores, notadamente Raymond Queneau (francês) e Ernestyna Skurjat (polonês), ajustaram deliberadamente a gramática e sintaxe das traduções, para refletir a linguagem ocasionalmente atípica da prosa original de Tutuola.

### The Palm Wine Drinkard
O romance mais famoso de Tutuola, The Palm-Wine Drinkard and his Dead Palm-Wine Tapster in the Deads' Town, foi escrito em 1946, publicado pela primeira vez em 1952 em Londres por Faber and Faber, mais tarde traduzido e publicado em Paris como L'Ivrogne dans la brousse por Raymond Queneau em 1953. O poeta Dylan Thomas deu-lhe atenção, chamando-o de "breve, denso, apavorante e fascinante". Embora o livro tenha sido elogiado na Inglaterra e nos Estados Unidos, enfrentou severas críticas na Nigéria, país natal de Tutuola. Parte dessa crítica deveu-se ao uso do "inglês falado" e do estilo primitivo, que supostamente promoveria o estereótipo ocidental de "atraso africano". Essa linha de crítica, no entanto, perdeu força.
The Palm-Wine Drinkard foi seguido por My Life in the Bush of Ghosts em 1954 e depois por vários outros livros nos quais Tutuola continuou a explorar as tradições e o folclore iorubá. Estranhamente, a narrativa de The Palm-Wine Drinkard remonta a The Bush of Ghosts várias vezes, mesmo que este último tenha sido escrito e publicado posteriormente. No entanto, nenhum dos trabalhos subsequentes conseguiu igualar o sucesso do The Palm Wine Drinkard.

## Homenagens
O nome de um detetive no programa de televisão Law & Order: Special Victims Unit é Odafin Tutuola. Nas primeiras páginas da introdução de The Palm Wine Drinkard, Michael Thelwell escreve que o avô do autor era um Odafin, um chefe, e Tutuola era o nome do pai de Amos Tutuola. 
Brian Eno e David Byrne usaram o título do romance Minha Vida no Bush of Ghosts para o seu álbum de 1981. Em 2015, a Sociedade de Jovens Escritores Nigerianos, sob a liderança de Wole Adedoyin, fundou a Sociedade Literária Amos Tutuola, com o objetivo de promover e ler as obras de Amos Tutuola.